# تشارلز دبليو. كلينتون
تشارلز دبليو. كلينتون (بالإنجليزية: Charles W. Clinton)‏ هو مهندس معماري أمريكي، ولد في 1838، وتوفي في 1910.